# Philodromus casseli
Philodromus casseli là một loài nhện trong họ Philodromidae.
Loài này thuộc chi Philodromus. Philodromus casseli được Eugène Simon miêu tả năm 1899.